# Międzynarodowa Rada Muzyki
Międzynarodowa Rada Muzyki, ang. International Music Council  (IMC) – niezależna pozarządowa organizacja międzynarodowa stworzona w roku 1949 jako ciało doradcze UNESCO w sprawach muzyki. Jej siedzibą jest Paryż, a głównym celem ułatwianie rozwoju i promocji międzynarodowego muzykowania. 
W skład Rady wchodzi obecnie siedemdziesiąt sześć komitetów narodowych, trzydzieści cztery organizacje o charakterze międzynarodowym oraz trzydzieści pięć osób i członków honorowych - wykonawców, kompozytorów i wykładowców. Jest reprezentowana przez rady regionalne w Europie, Afryce, świecie arabskim, Amerykach i w Azji, Australazji i Oceanii. Celem tych rad jest rozwój i wspieranie programów stworzonych ze szczególnym uwzględnieniem potrzeb członków IMC i ich partnerów w poszczególnych regionach. Dzięki nim oraz członkom IMC współpracuje z ponad tysiącem organizacji związanych z muzyką na całym świecie.
Jednym z powszechnie znanych i regularnym rodzajem jej działalności jest coroczna Międzynarodowa Trybuna Kompozytorów, spotkanie oferujące przedstawicielom mediów radiowo-telewizyjnych szansę na promocję dzieł muzyki współczesnej. 
IMC wprowadziła także Międzynarodowy Dzień Muzyki, który corocznie świętowany jest na całym świecie w dniu 1 października. 